# Lake Tūtira
Der Lake Tūtira ist ein See in der Region Hawke’s Bay auf der Nordinsel von Neuseeland.

## Geographie
Der Lake Tūtira befindet sich 27 km nördlich von Napier und rund 10 km bis 11,5 km nordwestlich bis westlich der der Küste der Hawke Bay. Der See besitzt eine Flächenausdehnung von 1,74 km² und hat ein Wassereinzugsgebiet von rund 8,44 km². Mit einer Länge von rund 2,37 km und einer maximalen Breite von rund 1,18 km besitzt das Gewässer eine längliche Form. Der Lake Tūtira liegt auf einer Höhe von 150 m, kommt bei einer mittleren Tiefe von 21 m auf eine maximale Tiefe von 42 m und weist ein Fassungsvermögen von 36,1 Millionen Kubikmeter Wasser auf.
Gespeist wird der See durch verschiedene kleinere und größere Creeks und Streams und findet seinen Abfluss mit dem Mahiaruhe Stream am nördlichen Ende des Sees.
Von einer zwischen 30 m bis 150 m breiten Landzunge getrennt, schließt sich am südlichen Ende des Lake Tūtira der rund 10,7 Hektar große Lake Waikopiro an. Zwischen den Seen besteht keine Verbindung. Rund 185 m westlich des Lake Waikopiro und rund 345 m südsüdwestlich des Lake Tūtira befindet sich ein weiterer, aber mit rund 3,5 Hektar kleinerer See an, der Lake Orakai.

## Infrastruktur
Der See ist über den New Zealand State Highway 2 aus zu erreichen, der an der Westseite des Gewässers entlang von Nord nach Süd führt. Ein kleiner Campingplatz befindet sich in dem Dreieck des State Highway, des Lake Tūtira und des Lake Waikopiro.